# Ennstalring
Als Ennstalring wird eine Motorsport-Rennstrecke in der Gemeinde Großraming im oberösterreichischen Ennstal bezeichnet. Auf dem Straßenrundkurs fanden zwischen 1952 und 1978 regelmäßig Motorradrennen statt.

## Geschichte
Das erste der 17 Straßenrennen fand am 5. Oktober 1952 statt. Damals waren noch nicht alle Teile des Rundkurses asphaltiert, es gab noch Abschnitte mit Schotterstraßen. Zwischen den Jahren 1952 und 1959 gab es sechs nationale Rennen (1952–1953, 1955, 1957–1959), die der OÖAMTC Sektion Steyr veranstaltete.
Nach dem Neubau und der durchgehenden Asphaltierung der B 115, gab es nach einer achtjährigen Pause am 8. Oktober 1967 wieder ein Rennen. Dieses und die folgenden (1967–1972, 1974–1978) wurden vom neu gegründeten „Motorsportclub-Steyr“ durchgeführt. 1973 fiel die Veranstaltung wegen nötiger Straßenarbeiten aus.
Bei der Veranstaltung 1970 legten fünf Weltmeister und viele hochkarätige WM-Piloten zwischen den Grand Prix von Brünn und Monza in Großraming Station ein. Darunter unter anderem der amtierende 125 cm³ Weltmeister Dave Simmonds oder der in der Weltmeisterschaft der 350-cm³-Klasse führende Dieter Braun der auch in Großraming diese Klasse gewann.
Nachdem 1977 und 1978 zwei Fahrer und ein Streckenposten bei Rennunfällen starben, kam es zum „Aus“ der Veranstaltung.

## Streckenbeschreibung
Der 3720 Meter lange, gegen den Uhrzeiger befahrene Rundkurs verlief auf öffentlichen Straßen. Er blieb ab der Eröffnung immer gleich, lediglich zwischen der Ennsbrücke und dem Rameisberg führte die alte Eisen Straße (B 115) noch über den „Bischakberg“ bzw. „Postberg“ zur Ammerkurve (heute Einbahnstraße).
Die 70 m Höhenunterschied aufweisende Strecke, gehörte zu den anspruchsvollsten und schönsten des Landes, aber auch zu den gefährlichsten, mit Felswänden und steilen Abhängen neben der Straße. Als schnellste Rundenzeit ist eine 1.48,51 = 123,4 km/h von Max Wiener (1976) überliefert worden.

## Sonstiges
Nach 28 Jahren Pause wurde am 9. und 10. September 2006 das Motorrad-Festival als Oldtimer-Veranstaltung auf dem Ennstalring erstmals veranstaltet.
Nachdem es bei der fünften Auflage 2013 im Zentrum der Gemeinde Großraming zu einem schweren Unfall mit 10 Verletzten gekommen war, wurde diese Veranstaltung eingestellt.